# Campionati europei di ciclismo su pista 2025 - Inseguimento a squadre maschile
La gara della inseguimento a squadre maschile ai Campionati europei di ciclismo su pista 2025 si svolse dal 12 al 13 febbraio 2025 presso il Omnisport Heusden-Zolder di Heusden-Zolder, in Belgio.

## Risultati

### Qualificazioni
I migliori otto avanzano al primo turno.
| Pos | Nazione                                                                    | Tempo    | Diff.   | Note |
| --- | -------------------------------------------------------------------------- | -------- | ------- | ---- |
| 1   | Danimarca Tobias Hansen Niklas Larsen Lasse Norman Leth Robin Juel Skivild | 3:50.991 |         | Q    |
| 2   | Regno Unito Rhys Britton Josh Charlton Michael Gill Noah Hobbs             | 3:51.578 | +0.587  | Q    |
| 3   | Svizzera Noah Bögli Mats Poot Pascal Tappeiner Alex Vogel                  | 3:54.205 | +3.214  | Q    |
| 4   | Italia Davide Boscaro Renato Favero Niccolò Galli Francesco Lamon          | 3:55.760 | +4.769  | Q    |
| 5   | Polonia Alan Banaszek Kacper Majewski Piotr Maślak Bartosz Rudyk           | 3:57.261 | +6.270  | q    |
| 6   | Belgio Thibault Bernard Tom Crabbe Renzo Raes Yoran Van Gucht              | 3:58.322 | +7.331  | q    |
| 7   | Spagna Joan Martí Bennassar Beñat Garaiar Erik Martorell Álvaro Navas      | 4:03.368 | +12.377 | q    |
| 8   | Francia Camille Charret Emmanuel Houcou Ellande Larronde Lucas Menanteau   | 4:07.547 | +16.556 | q    |
| 9   | Ucraina Heorhii Chyzhykov Roman Gladysh Danylo Kozoriz Daniil Yakovlev     | 4:11.318 | +20.327 |      |

### Primo turno
I vincitori delle ultime due batterie si qualificano alla finale per l'oro, i rimanenti due migliori tempi si qualificano alla finale per il bronzo.
| Heat | Pos | Nazione                                                                    | Tempo    | Note |
| ---- | --- | -------------------------------------------------------------------------- | -------- | ---- |
| 1    | 1   | Spagna Joan Martí Bennassar Beñat Garaiar Erik Martorell Álvaro Navas      | 4:02.348 |      |
| 1    | 2   | Belgio Thibault Bernard Tom Crabbe Yoran Van Gucht Noah Vandenbranden      | DNF      |      |
| 2    | 1   | Polonia Alan Banaszek Kacper Majewski Piotr Maślak Bartosz Rudyk           | 3:56.979 |      |
| 2    | 2   | Francia Camille Charret Emmanuel Houcou Ellande Larronde Lucas Menanteau   | 3:58.248 |      |
| 3    | 1   | Regno Unito Josh Charlton Michael Gill Alfred Hobbs William Tidball        | 3:49.813 | QG   |
| 3    | 2   | Svizzera Noah Bögli Mats Poot Pascal Tappeiner Alex Vogel                  | 3:53.625 | QB   |
| 4    | 1   | Danimarca Tobias Hansen Niklas Larsen Lasse Norman Leth Robin Juel Skivild | 3:47.758 | QG   |
| 4    | 2   | Italia Davide Boscaro Renato Favero Niccolò Galli Francesco Lamon          | 3:54.022 | QB   |

### Finali
| Pos                  | Nazione                                                                    | Tempo    | Distacco | Note |
| -------------------- | -------------------------------------------------------------------------- | -------- | -------- | ---- |
| Finale per l'oro     |                                                                            |          |          |      |
| 1                    | Danimarca Tobias Hansen Niklas Larsen Lasse Norman Leth Robin Juel Skivild | 3:51.113 |          |      |
| 2                    | Regno Unito Rhys Britton Josh Charlton Michael Gill Noah Hobbs             | 3:51.832 | +0.719   |      |
| Finale per il bronzo |                                                                            |          |          |      |
| 3                    | Svizzera Noah Bögli Mats Poot Pascal Tappeiner Alex Vogel                  | 3:53.467 |          |      |
| 4                    | Italia Davide Boscaro Renato Favero Etienne Grimod Francesco Lamon         | 3:54.169 | +0.702   |      |